# Дабба
Дабба (тиб. འདབ་པ།, Вайли: dab pa, тиб. пиньинь: Dabpa) или Даочэн (кит. упр. 稻城, пиньинь Dàochéng) — уезд Гардзе-Тибетского автономного округа провинции Сычуань (КНР). Правление уезда размещается в посёлке Цзиньчжу.

## История
Уезд был образован в 1911 году под названием 稻成县.
В 1939 году была создана провинция Сикан и уезд вошёл в её состав, при этом китайское написание названия изменилось на современное (второй иероглиф был изменён с 成 на 城).
В апреле 1950 года в составе провинции Сикан был образован Специальный район Кандин (康定专区), и уезд вошёл в его состав; в декабре 1950 года Специальный район Кандин был переименован в Тибетский автономный район провинции Сикан (西康省藏族自治区). В 1955 году провинция Сикан была расформирована, и район был передан в состав провинции Сычуань; так как в провинции Сычуань уже имелся Тибетский автономный район, то бывший Тибетский автономный район провинции Сикан сменил название на Гардзе-Тибетский автономный округ.

## Административное деление
Уезд делится на 2 посёлка и 12 волостей.

## Транспорт
В уезде Даочэн расположен самый высокогорный в мире аэропорт гражданского назначения Ядин (4411 метров над уровнем моря). 